# Либертад (Уругвай)
Либертад (исп. Libertad) — город в южной части Уругвая, на территории департамента Сан-Хосе.

## География
Город находится в юго-восточной части департамента, к северу от гряды Кучилья-Мангрольо, на высоте 40 метров над уровнем моря.
Либертад расположен на расстоянии приблизительно 32 километров к юго-юго-востоку (SSE) от Сан-Хосе-де-Майо, административного центра департамента и на расстоянии 40 километров к северо-западу от Монтевидео, столицы страны. Ближайший гражданский аэропорт расположен в городе Монтевидео.

## История
Либертад был основан в ноябре 1872 года.

## Население
По данным переписи 2011 года, население составляло 10 166 человек.
| Год  | Население |
| ---- | --------- |
| 1963 | 5 072     |
| 1975 | 6 107     |
| 1985 | 7 032     |
| 1996 | 8 353     |
| 2004 | 9 196     |
| 2011 | 10 166    |

Источник: Instituto Nacional de Estadística de Uruguay

## Известные уроженцы
- Даниэль Фернандес Креспо — уругвайский государственный деятель